# Gelis fallax
Gelis fallax là một loài tò vò trong họ Ichneumonidae.